# Гречаний Василь Володимирович
Василь Володимирович Гречаний (нар. 23 січня 1975, Сміла, Черкаська область, УРСР) — український футболіст та тренер, виступав на позиції захисника. Майстер спорту міжнародного класу. Срібний призер Всесвітньої Універсіади 2001 року у Пекіні.

## Життєпис
Футбольний шлях розпочав у «Локомотиві» (Сміла), перший тренер — М. Кривенко. Футбольну кар'єру розпочав 1992 року в павлоградському «Шахтарі». Влітку 1993 року перейшов до черкаського «Дніпра». У вересні 1995 року став гравцем «Кристалу» (Чортків), однав влітку 1996 року був орендований полтавською «Ворсклою». У футболці полтавчан зіграв 7 матчів і на початку 1997 року повернувся до черкаського клубу, який у цей час змінив назву на ФК «Черкаси». Також короткий період часу виступав у кременчуцькому «Кремені» львівських «Карпатах». У 2001 році перейшов до хмельницького «Поділля». Потім захищав кольори ФК «Вінниці», «Локомотиву» (Сміла) та «Пальміри» (Одеса). У 2005 році завершив професіональну кар'єру в клубі «Житичі» (Житомир)
З 2007 року виступав у клубі «ЛНЗ-Лебедин» в чемпіонаті Черкаської області. З 2012 року — граючий головний тренер лебединського клубу.

## Досягнення
- Перша ліга чемпіонату України
  -  Бронзовий призер (1): 1997